# Operation Cleanslate
Tulagi und Gavutu-Tanambogo – Savo Island – Tenaru – Ost-Salomonen – Bloody Ridge – Operationen am Fluss Matanikau – Cape Esperance – Henderson Field – Santa-Cruz-Inseln – Matanikau-Offensive – Koli Point – Carlsons Patrouille – Guadalcanal – Tassafaronga – Mount Austen – Rennell Island – Operation Ke – Operation Cleanslate
Die Operation Cleanslate war die Besetzung der Russell-Inseln in den Salomonen durch amerikanische Streitkräfte und fand am 21. Februar 1943 während des Pazifikkriegs im Zweiten Weltkrieg statt.

## Vorgeschichte
Noch vor dem endgültigen Vormarsch des XIV. Korps unter Generalmajor Alexander M. Patch auf Guadalcanal wurde von den alliierten Kommandeuren im südpazifischen Raum nach zusätzlichen Maßnahmen gesucht, um der japanischen maritimen Infiltration nach Südosten entlang der Kette der Salomonengruppe entgegenzuwirken. Die Amerikaner wollten ursprünglich New Georgia angreifen, aber im Januar 1943 fehlten ihnen die Kräfte für ein Unternehmen der erforderlichen Größe. Die Besetzung der Russell-Inselgruppe, die etwa 200 Kilometer südöstlich der New-Georgia-Inselgruppe liegt, schien jedoch machbar.
Die Japaner hatten die Inseln kurzzeitig als Aufenthaltsort für den Transport von Truppen nach Guadalcanal genutzt, aber die Inseln nie besetzt.
Darüber hinaus könnten auf den Inseln Flugplätze gebaut werden, die die Flugstrecke von Henderson Field nach Munda um etwa 100 Kilometer verkürzen würden, und es könnten auch Stützpunkte für Motortorpedoboote und Landungsboote eingerichtet werden. Die Russells würden nicht nur die Verteidigung von Guadalcanal stärken, sondern auch als nützliche Basis für fortgeschrittene Stützpunkte und Aufenthaltsorte dienen, um die Invasion von New Georgia zu unterstützen.

## Die Japaner
Gegen Abend des 28. Januar 1943 landete die japanische Marine als Ablenkungsmanöver etwa 300 Soldaten auf der Insel Baisen und ebenso viele auf der Insel Banika, die eine temporäre Basis für Daihatsu-Landungsboote auf Baisen einrichten sollten. Damit sollte der Abzug aller japanischen Streitkräfte aus Kap Esperance während der Operation Ke Anfang Februar abgedeckt werden. Diese Truppe wurde bei der letzten Fahrt des Tokyo Express am 7. Februar 1943 evakuiert. Ihr Rückzug wurde am 11. Februar 1943 von einem Küstenwächter an das amerikanische Hauptquartier gemeldet.
Die letzten japanischen Einheiten verließen die Inseln irgendwann zwischen dem 7. und 10. Februar. Aufklärungen der Inseln durch australische Küstenwächter und ein Team von amerikanischen Offizieren der Armee und Marine sowie Offizieren der neuseeländischen Armee fanden um den 18. Februar einige verlassene Ausrüstungsgegenstände, aber keine japanischen Truppen.

## Planung
Am 29. Januar erhielt Admiral Halsey von Admiral Nimitz die Erlaubnis, mit der Planung zur Besetzung der Russell-Inseln fortzufahren. Halseys erste Pläne für den Angriff sahen eine Besetzung von Guadalcanal durch ein Infanteriebataillon und Flugabwehreinheiten vor, die mit zwei Zerstörertransportern befördert wurden. Am 30. Januar berichtete jedoch General Patch, dass sich etwa 400 Japaner in den Russells aufhielten. Zu diesem Zeitpunkt wussten die Amerikaner nicht, dass die Japaner ihre Truppen aus Guadalcanal evakuierten, und konnten daher auch nicht wissen, wie diese auf den Verlust der Inseln reagieren würden. Schätzungen des südpazifischen Geheimdienstes gingen im Februar davon aus, dass zwischen 33.000 und 41.000 feindliche Truppen in den Salomonen in Buka, Bougainville, den Shortlands, New Georgia und der Rekatabucht in Santa Isabel stationiert waren. 157 japanische Flugzeuge, dazu drei Kreuzer, 21 Zerstörer und neun U-Boote sollten sich in der gesamten Region aufhalten. Zusätzlich befanden sich schätzungsweise 15 Kriegsschiffe und 30 nicht kämpfende Schiffe in den Gewässern um den Bismarck-Archipel. Aus diesem Grund wurde beschlossen, dass die Streitmacht zur Besetzung der Inseln groß sein musste.
Der größte Teil der Invasionstruppe für die Operation sammelte sich in Neukaledonien, bevor sie nach Guadalcanal transportiert wurde. Die Japaner entdeckten den Schiffskonvoi, der die meisten Truppen nach Guadalcanal transportierte und starteten am 17. Februar einen Luftangriff auf ihn, der allerdings keinen Schaden anrichtete.
Konteradmiral Richmond Kelly Turner, Kommandierender der südpazifischen Amphibienkräfte der Alliierten, plante die Invasion, während die Truppen auf Guadalcanal eintrafen. Er wählte Generalmajor John H. Hester, den Kommandeur der 43. Infanteriedivision, zum Kommandeur der Besatzungsmacht der Russells, bestehend aus Einheiten der Division, dem 3. Marine Raider Battalion, den Elementen des 10. und 11. Marine Defense Battalions. ACORN 3 (eine Marineingenieurtruppe, die einen kleinen Luftwaffenstützpunkt bauen und betreiben sollte), das 35. Naval Construction Battalion und mehrere andere.

## Die Landung
Am frühen Morgen des 21. Februar, etwa 16 Kilometer östlich der Russell-Inseln, teilte sich die amphibische Landungseinheit in drei Gruppen auf, von denen jede an einen separaten Strand lief, um die Truppen gemäß den zuvor von Admiral Turner und General Hester ausgearbeiteten taktischen Plänen zu landen. Die amerikanischen Aufklärungskampftruppen der 103. und 169. Infanterieregimenter der 43. Infanteriedivision landeten von Guadalcanal aus kommend auf den Russell-Inseln. Sie wurden von drei Ranger Bataillonen unterstützt. Pläne für eine vorläufige Bombardierung durch die Zerstörer, Minenräumer und Zerstörertransporter waren vorbereitet worden, aber die Abwesenheit der Japaner machte Schiffsartilleriefeuer unnötig.

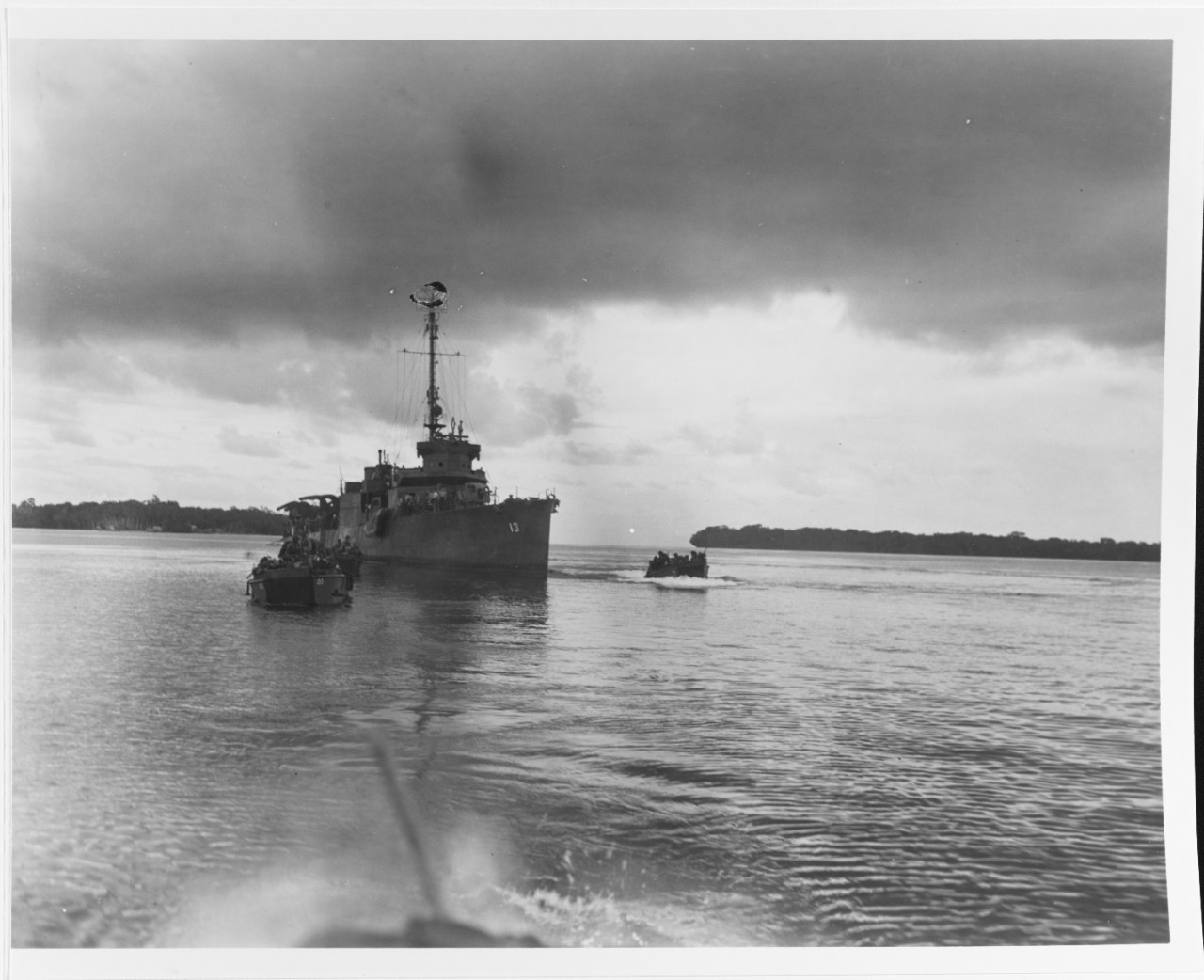
Marine Raiders von Bord der USS Sands fahren an den Strand

Die Marines landeten an der Nordküste von Pavuvu und sicherten die Insel. Soldaten der 43. Infanteriedivision landeten an zwei verschiedenen Stränden auf Banika und erlangten die Kontrolle über die Insel.
Während die Landungen selbst ohne Widerstand verliefen, erfolgten sie dennoch nicht ohne Schwierigkeiten. Die Marines stellten fest, dass die bei der Landung verwendeten Zehn-Mann-Gummiflöße wegen des häufigen Ausfalls der Außenbordmotoren nicht ausreichend waren. Wenn die Marines auf Widerstand gestoßen wären, hätten sie dies ohne Artillerieunterstützung getan. Batterie A des 169. Feldartillerie-Bataillons war mit dieser Aufgabe beauftragt worden, aber das Bataillon brauchte 19 Stunden, um zu landen, anstatt der erwarteten zwei. Die Besatzung seines Transports war in den unbekannten Gewässern verloren gegangen. Bis Ende Februar wurden insgesamt 9000 Mann mit Landungsfahrzeugen auf die Inseln gebracht. Auf den Inseln Nono, Bycee, Buku, Murray, sowie kleineren Inseln und Plantagen wurden kleinere Außenposten stationiert. Sie wurden alle 4 Tage von PT-Booten angefahren und mit Nahrungsmitteln und Wasser versorgt. 14 Tage lang wurde Funkstille gehalten.
Das erste Anzeichen, dass die Japaner die Einnahme der Russell-Inseln bemerkt hatten, war ein Luftangriff am 6. März, der nur wenig Schaden anrichtete, obwohl durch die angeordnete Funkstille keine vorzeitige Warnung gegeben wurde. Danach begannen die Japaner mit täglichen Angriffen, die von amerikanischen Jägern, von Guadalcanal kommend, bekämpft wurden.

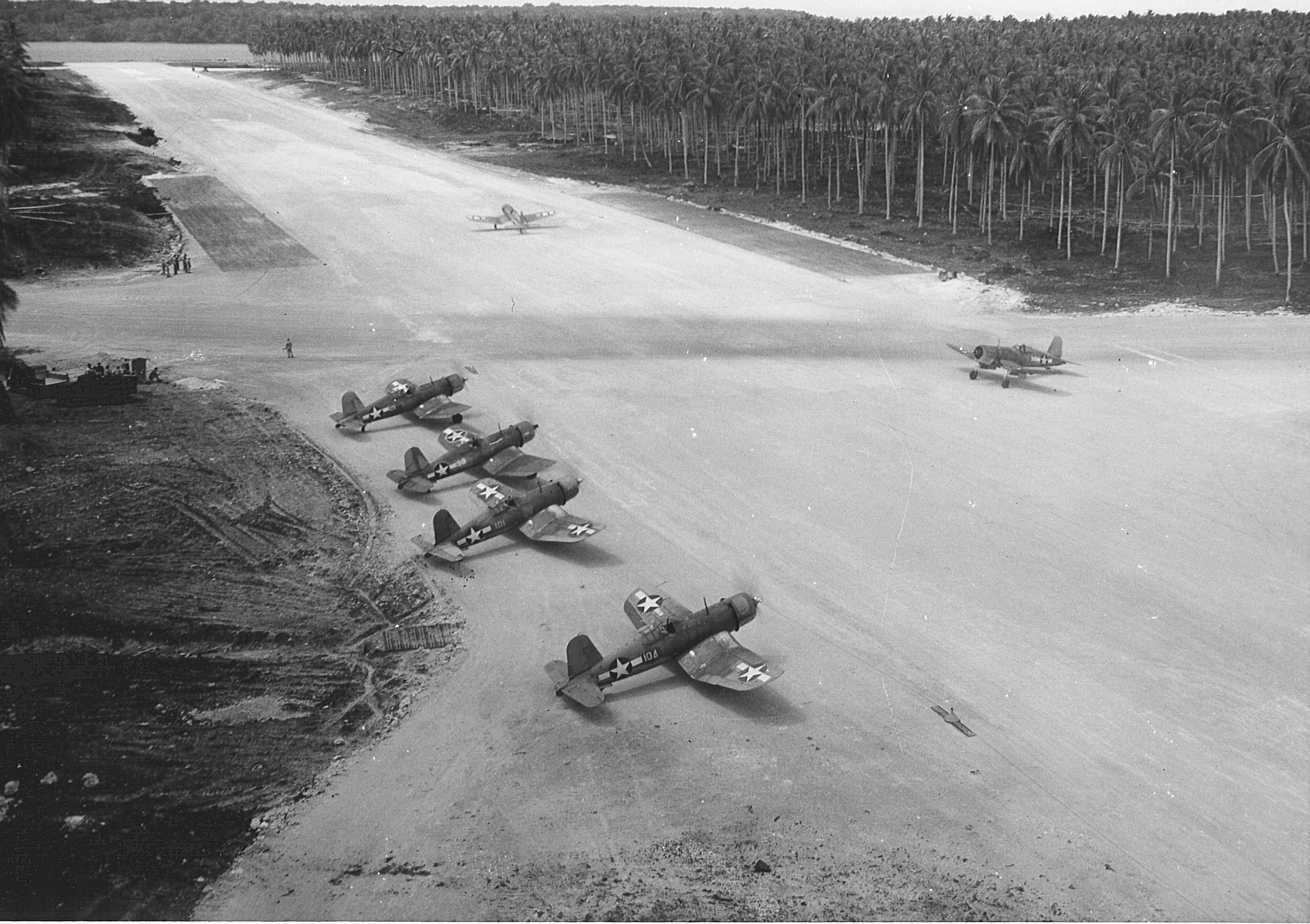
F4U Corsairs der VMF-123 (Marine Fighter Squadron 123) auf den Russell-Inseln 1943

### Auf- und Ausbau der Flug- und Schiffsbasen
Nachdem die Inseln besetzt waren, konzentrierten sich die Kommandierenden der Operation Cleanslate sofort auf die schwierige Aufgabe, die Inseln in eine nutzbare Basis zu verwandeln. Die beiden Hauptinseln Pavuvu und Banika hatten große Regenwaldflächen, und die Kokosnussplantagen waren seit Kriegsausbruch nicht mehr bearbeitet worden. Von den beiden Inseln war Banika die bessere Wahl für die Einrichtungen der Hauptbasis. Gut durchlässige Ufergebiete, tiefes Wasser, geschützte Häfen und der Mangel an Malaria machten sie zu einem guten Standort. In der Wernham-Bucht wurde eine Basis für PT-Boote am 25. Februar in Betrieb genommen und das erste von zwei geplanten Flugfeldern auf Banika ging am 15. April in die operative Phase. Anfang Juni war das erste Flugfeld dann komplett fertiggestellt und auch die zweite Landebahn befand sich im Bau.

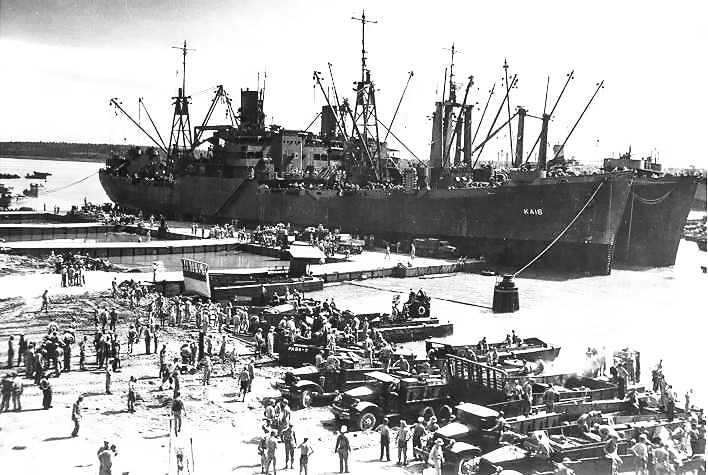
Der amerikanische Transporter Aquarius auf den Russell-Inseln am schwimmenden, zerlegbaren Kai, Ende April 1944. Im Hintergrund die Titania.

Im September 1943 kam das 36. Naval Construction Battalion nach Banika, um Umschlaganlagen für Güter zu errichten. In der Tillotson-Bucht wurden zwei schwimmende Pontonkais montiert. Jeder Kai war 132 Meter lang und hatte fünf Brücken, die ihn mit dem Ufer verbanden. Die Wassertiefe an den Außenbordkanten der Kais reichte aus, um die größten Schiffe anlegen zu können. Nach seiner Fertigstellung im November 1943 konnten an jedem Kai mindestens sechs Landungsboote anlegen. Für Umschlaglager wurden acht Gebäude und 50 Quonsetbaracken errichtet.
Die noch relativ kampfunerfahrenen Einheiten der 43. Infanteriedivision blieben zunächst auf den Russell-Inseln stationiert und wurden dort intensiv einem Dschungel- und amphibischem Landungstraining unterzogen. Um die Kampfweise der Japaner zu simulieren, wurden entsprechende Unterstände und Bunker angelegt anhand derer erfahrene Ausbilder die Einheiten schulten und trainierten.